# Monte Cristo (film 1912)
Monte Cristo è un cortometraggio muto del 1912 diretto da Colin Campbell.

## Produzione
Il film fu prodotto dalla Selig Polyscope Company.

## Distribuzione
Distribuito dalla General Film Company, il film - un cortometraggio in tre bobine - uscì nelle sale cinematografiche statunitensi il 14 ottobre 1912. La Ideal (Ideal Renting Company) lo distribuì nel Regno Unito il 15 dicembre 1912. Nei Paesi Bassi, l film uscì il 3 gennaio 1913.